# Ousmane Sonko

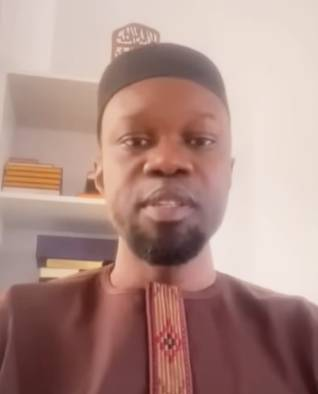
Ousmane Sonko (2023)

Ousmane Sonko (geboren am 15. Juli 1974 in Thiès) ist ein senegalesischer Politiker und seit 2024 Premierminister des Landes. Von 2017 bis 2022 war er Mitglied der Nationalversammlung und seit 2022 Bürgermeister der Stadt Ziguinchor. Er ist Präsident der Partei Afrikanische Patrioten Senegals für Arbeit, Ethik und Brüderlichkeit (PASTEF).
Er war Kandidat für die Präsidentschaftswahl 2019 und kam bei dieser Wahl mit 15 Prozent auf den dritten Platz der Stimmen hinter Idrissa Seck und dem amtierenden Präsidenten Macky Sall. Im Februar 2021 wurde er der Vergewaltigung beschuldigt. Seine Festnahme und die gegen ihn ergangenen Gerichtsurteile verhinderten seine erneute Kandidatur um die Präsidentschaft und lösten Großdemonstrationen und blutige Zusammenstöße zwischen seinen Anhängern und der Polizei aus.

## Leben

### Ausbildung und Beruf
Ousmane Sonko wurde am 15. Juli 1974 in Thiès in eine Beamtenfamilie geboren. Er wuchs hauptsächlich in der Casamance auf. Er absolvierte ein Aufbaustudium an der Université Gaston Berger in Saint-Louis, wo er 1999 einen Master-Abschluss in öffentlichem Recht erlangte. Anschließend begann er ein Hauptstudium an der École nationale d’administration (ENA) in Dakar. Im Jahr 2001 erlangte er das ENA-Diplom in der Fachrichtung Impôts et Domaines (Steuern und Grundbesitz) und trat in den öffentlichen Dienst Senegals ein. Seine erste Stelle bekleidete er im Centre des services fiscaux de Pikine, der zentralen Steuerverwaltung dieser Millionenstadt. Daneben setzte er seine Studien fort und erwarb im Jahr 2003 ein Diplôme d’études approfondies (DEA) in öffentlichen Finanzen und Steuern der Université Cheikh Anta Diop de Dakar. Er verfügt außerdem über einen Master-Abschluss in Gestion et Finances Publiques (Öffentliche Verwaltung und Finanzen) des Institut supérieur des finances (ISF) in Dakar und ist außerdem Doktorand in öffentlichem Wirtschaftsrecht und Steuern an der Universität Jean-Moulin-Lyon-III.
Ousmane Sonko war zu Beginn seiner Karriere Inspecteur principal des Impôts et des Domaines (Hauptinspekteur für Steuern und Grundbesitz) und dann vérificateur fiscal (Steuerprüfer) und Leiter der Steuerprüfungsabteilung, zuständig für den Immobiliensektor. Er war interner Prüfer in der Abteilung für interne Kontrolle (DCI) der Generaldirektion Steuern und Domänen (DGID) und verantwortlich für die Ausarbeitung des Ethikkodex der DGID.
Nach drei Jahren in der Verwaltung wirkte er mit an der Gründung des Syndicat Autonome des Agents des Impôts et Domaines (SAID – Autonomer Verband der Steuer- und Immobilienbeamten), deren erster Generalsekretär er von April 2005 bis Juni 2012 war. Danach war er von Juni 2012 bis August 2016 Ehrengeneralsekretär. In dieser Zeit begann er, die Regierung zu kritisieren und beschuldigte den Staat fiskalischer und haushaltspolitischer Unregelmäßigkeiten, ausgehend von Präsident Macky Sall und gedeckt von einer in dieser Hinsicht inkompetenten und „ferngesteuerten“ Parlamentsmehrheit. Daraufhin wurde er im August 2016 per Präsidialdekret Nr. 2016-1239 nach einem Disziplinarverfahren „ohne Aussetzung der Pensionsansprüche wegen Verletzung der Amtsverschwiegenheit“ aus dem Staatsdienst entlassen. Diese Affäre um seine Person machte Ousmane Sonko einer breiteren Öffentlichkeit bekannt. Kritiker warfen ihm vor, damit seine politische Karriere vorantreiben zu wollen. Der Cour suprême du Sénégal verwarf die gegen die Entlassung durch das Syndicat des Impôts et Domaines eingelegte Kassationsbeschwerde und bestätigte im Dezember 2019 höchstrichterlich die Entlassung Sonkos aus dem Staatsdienst.

### Anfänge der politischen Laufbahn
Konkreter Auslöser für seine Entlassung aus dem Staatsdienst 2016 waren nach Sonko nicht zuletzt seine Recherchen über das fragwürdige Vorgehen senegalesischer Behörden und bestimmter Wirtschaftskreise bei der Erschließung der großen Offshore-Erdöl- und -Erdgasfelder, die in senegalesischen Küstengewässern entdeckt worden waren. Dieses Thema behandelt er in seinem im Januar 2018 erschienenen Buch, in dem er Präsident Macky Sall und seine „Entourage“ der Veruntreuung bei der Bewirtschaftung der natürlichen Ressourcen des Landes bezichtigt.
Diese Anschuldigungen halten sich dauerhaft und wurden in einer BBC-Dokumentation vom Juni 2019 bestätigt. Namentlich steht der Bruder des senegalesischen Präsidenten Aliou Sall in Verdacht, Bestechungsgelder in Höhe von 245.000 Dollar erhalten zu haben, was von Präsident Macky Sall bestritten wurde.
Ousmane Sonko wurde bei den Parlamentswahlen 2017 zum Abgeordneten der senegalesischen Nationalversammlung gewählt.

### Kandidatur bei der Präsidentschaftswahl 2019
Am 16. September 2018 veröffentlichte Ousmane Sonko das Buch Solutions, in dem er eine Diagnose der sozialen und wirtschaftlichen Probleme Senegals lieferte. Obwohl das Buch nach seiner Veröffentlichung großes Interesse hervorrief, kritisierte die Direktorin für Außenhandel Aminata Assome Diatta die vorgeschlagenen Lösungen als anachronistisch und ungenau und wies darauf hin, dass Senegal mit dem Beitritt zur Welthandelsorganisation sich dem Ziel des internationalen Freihandels und des Abbaus von Handelshemmnissen verpflichtet habe, mithin nicht mehr frei in den Außenhandel eingreifen könne. Das Buch habe ihr gezeigt, dass der Verfasser nur über oberflächliche Kenntnisse des Handelssektors verfüge, von denen einige zudem fehlerhaft seien.
Die Kandidatur Sonkos für die Präsidentschaftswahl erfüllte den vorgeschriebenen Wahlmodus und wurde im Januar 2019 zugelassen. Bei dieser Wahl belegte er den dritten Platz mit mehr als 687.000 Stimmen (15,67 %) hinter dem amtierenden Präsidenten Macky Sall und dem ehemaligen Premierminister Idrissa Seck.

### Bürgermeister von Ziguinchor
Für die Kommunalwahlen vom 23. Januar 2022 schloss sich Ousmane Sonko mit mehreren Oppositionsgruppen, darunter der des ehemaligen Bürgermeisters von Dakar, Khalifa Sall, zu einer Koalition zusammen unter dem Namen Yewwi Askan wi (Befreit das Volk). Ousmane Sonko wurde von dieser Koalition als Kandidat für das Bürgermeisteramt von Ziguinchor nominiert gegen den amtierenden Bürgermeister Abdoulaye Baldé sowie den Kandidaten der Regierungskoalition Benoît Sambou. Die Ousmane Sonko unterstützende Koalition gewann mit 56,31 % der Stimmen die Mehrheit der Sitze im Stadtrat. Am 10. Februar 2022 wurde Ousmane Sonko in das Amt als Bürgermeister von Ziguinchor eingeführt.

### Anschuldigung der Vergewaltigung
Im Februar 2021 erstattete Adji Sarr, eine junge Angestellte eines Massagesalons, vor dem Brigadekommandanten der Gendarmerie-Ermittlungsabteilung von Colobane in Dakar Anzeige gegen Ousmane Sonko wegen „wiederholter Vergewaltigungen und Morddrohungen“. Sie warf ihm insbesondere vor, sie viermal vergewaltigt zu haben.
Zwar gab Ousmane Sonko zu, seit mehreren Monaten Stammgast in dem Salon zu sein, bestritt aber die gegen ihn erhobenen Vergewaltigungsvorwürfe und vermutete eine „Verschwörung“ und eine „versuchte politische Liquidierung“ von seiten Präsident Macky Salls mit dem Ziel, seine potentielle Kandidatur für die Präsidentschaftswahl 2024 zu untergraben.
Ousmane Sonko wurde am 8. Februar von der Gendarmerie wegen „Vergewaltigung unter Einsatz einer Schusswaffe“ zur Vernehmung vorgeladen. Er weigerte sich jedoch, dieser Vorladung zu folgen, und berief sich dabei auf seine parlamentarische Immunität. Dutzende Unterstützer zeigten ihre Unterstützung vor seinem Haus. Als die Sicherheitskräfte versuchten, die Versammlung aufzulösen, kam es zu Zusammenstößen.

### Verhaftung, Gerichtsverfahren und dadurch ausgelöste Unruhen
Im Februar 2021 stimmten die Abgeordneten mit der Mehrheit von 98 Ja-Stimmen für die Aufhebung der parlamentarischen Immunität von Ousmane Sonko nach Auseinandersetzungen zwischen Mehrheit und Opposition. Ousmane Sonko wurde für den 3. März 2021 von einem Ermittlungsrichter zur Vernehmung vorgeladen. Auf dem Weg zum Gericht wurde er wegen „Störung der öffentlichen Ordnung“ und „Teilnahme an einer nicht genehmigten Demonstration“ in Polizeigewahrsam genommen. Zur Anklage der Vergewaltigung gab er an, den Massagesalon nur für „therapeutische Zwecke“ besucht zu haben und nie mit der Klägerin allein gewesen zu sein. Er beschuldigte Präsident Macky Sall, Anstifter einer Verschwörung gegen ihn zu sein mit dem Ziel, ihn als Bewerber für die Präsidentschaftswahl 2024 auszuschalten.
Seine Verhaftung wurde landesweit bekannt und führte zu den schwersten Zusammenstößen, die Dakar seit Jahren erlebt hatte. Seine Anhänger hielten die Festnahme für willkürlich. Es kam zu Steinwürfen und Tränengaseinsatz zwischen Demonstrantengruppen und der Polizei, Plünderungen, Verwüstungen und Straßenkämpfen in den darauffolgenden Tagen, vom Innenministerium beschrieben als „Handlungen terroristischer Natur“. Die Unruhen dauerten mehrere Tage und wurden vor allem durch das Eingreifen religiöser Führer beendet. Bis zum 8. April 2021 gab es nach Angaben der Behörden 13 Tote auf Seiten der Demonstranten. Der Polizeigewahrsam wurde in der Nacht vom 7. auf den 8. März aufgehoben, jedoch wurde Sonko sofort in Untersuchungshaft genommen, da er am 8. März vor dem vorsitzenden Untersuchungsrichter zu erscheinen hatte. Bei diesem Termin wurde er offiziell angeklagt und anschließend unter richterlicher Aufsicht freigelassen. Wenige Stunden nach seiner Freilassung forderte Ousmane Sonko am Montag die Senegalesen auf, ihre „Mobilisierung“ zu verstärken, aber die seiner Meinung nach laufende „Revolution“ solle „friedlich“ verlaufen.
Der Präsident der Republik erklärte den 11. März zum Staatstrauertag zum Gedenken an die Menschen, die bei den Unruhen der letzten Tage ums Leben gekommen waren.
Am 17. März sprach Adji Sarr zum ersten Mal mit örtlichen und ausländischen Medien, darunter Le Monde. Sie gab an, Opfer von Drohungen geworden zu sein und im Verborgenen leben zu müssen.
Sonko wurde im November 2022 vor Gericht angehört und im Dezember 2022 gab es eine gerichtliche Gegenüberstellung mit der Beschwerdeführerin als dem mutmaßlichen Opfer. Er verweigerte die Entnahme einer DNA-Probe ebenso wie eine Antwort auf die Frage nach möglichen sexuellen Beziehungen mit der Beschwerdeführerin. Seine Verteidigung sah in der Gegenüberstellung erneut ein „politisches Komplott“.
Im Januar 2023 ordnete der vorsitzende Untersuchungsrichter die Überweisung des Verfahrens an ein Strafgericht an. Die Anfechtung dieser Entscheidung durch die Verteidigung wurde am 21. Februar 2023 vom Cour d’appel abgewiesen. Das Hauptverfahren fand in Abwesenheit Sonkos am 23. Mai 2023 statt. Der Staatsanwalt forderte zehn Jahre Gefängnis wegen Vergewaltigung und Onkos Nichtwählbarkeit.
Kurz danach, am 26. Mai 2023, startete Sonko eine „Karawane der Freiheit“ von Ziguinchor nach Dakar, deren Ziel es war, die Instrumentalisierung der Justiz durch das Regime von Macky Sall anzuprangern. Sonko wurde am 28. Mai in Velingara festgenommen und nach Dakar gebracht. Nach Angaben des Innenministers handelte es sich nicht um eine Festnahme, sondern um eine „Begleitung nach Hause“. Die Regierung berief sich bei der Auflösung des Konvois auf fehlende Genehmigungen und die Gefahr einer Störung der öffentlichen Ordnung. Die Karawane erhielt entlang ihrer Route breite Unterstützung in der Bevölkerung, aber es gab mehrere Zusammenstöße zwischen Sonkos Sympathisanten und Ordnungskräften der Regierung. Eine Person starb an einer Schussverletzung.
Am 1. Juni 2023 wurde Ousmane Sonko vom Vorwurf der Vergewaltigung und Morddrohungen freigesprochen, jedoch wegen „corruption de la jeunesse“ (sexuelle Verführung einer Person unter 21 Jahren) zu zwei Jahren Gefängnis verurteilt. Dieser Tatbestand ist nach dem senegalesischen Strafgesetzbuch ein Vergehen und kein Verbrechen, was dazu führen könnte, dass Ousmane Sonko für die Präsidentschaftswahl infrage kommt. Die Inhaberin des Massagesalons wurde wegen Anstiftung ebenfalls verurteilt.
Während des Prozesses wurde die Armee in den Straßen von Dakar eingesetzt, um Demonstrationen zu verhindern. Gleichwohl kam es nach der Verkündung des Urteils erneut zu blutigen Unruhen, regelrechten Straßenschlachten zwischen Demonstranten und Sicherheitskräften. Die gewalttätigsten Auseinandersetzungen gab es vor allem in der Hauptstadt Dakar, aber auch in der Stadt Ziguinchor, wo Sonko Bürgermeister ist. Die Verurteilung von Ousmane Sonko wurde von vielen senegalesischen Politikern als „Parodie der Gerechtigkeit“ angeprangert. Nach Angaben des Innenministers forderten Zusammenstöße zwischen Pro-Sonko-Demonstranten und der Armee mindestens 15 Todesopfer. Besonders die Cheikh-Anta-Diop-Universität in Dakar war Schauplatz heftiger Auseinandersetzungen zwischen Studenten und der Armee und von Verwüstungen, ebenso wie Dalifort und Grand Yoff im Großraum der Hauptstadt sowie in der Casamance, Sonkos politische Basis. Die Universität wurde daraufhin geschlossen und der Campus evakuiert. Der Zugriff auf soziale Medien wie Facebook, WhatsApp oder Twitter wurde eingeschränkt. Der öffentliche Transport innerhalb des Landes wurde eingestellt, für einige wichtige Verbindungsstraßen gab es zeitliche Nutzungsbeschränkungen. Das Signal des Fernsehsenders Walfadjiri wurde wegen einer Live-Übertragung der Demonstrationen vom 1. Juni 2023 nach einer Entscheidung des Kommunikationsministeriums für einen Monat abgeschaltet.
Amnesty International verlangte eine unabhängige Untersuchung der gewaltsamen Niederschlagung der Proteste vom 1. und 2. Juni, bei denen 23 Menschen, darunter drei Kinder, zu Tode kamen und es weitere 390 Verletzte gab. Es müsse auch das Vorgehen der bewaffneten Zivilisten aufgeklärt werden, die an der Seite der Sicherheitskräfte gewaltsam gegen die Demonstranten vorgegangen waren. Nach den auch in Senegal geltenden Richtlinien müssten Sicherheitskräfte, die bei Demonstrationen eingesetzt werden, sichtbare persönliche Identifizierungszeichen tragen.

### Parlamentswahlen 2022
Im Hinblick auf die Parlamentswahlen 2022 machte Ousmane Sonko den Kampf gegen Homosexualität zu einem Wahlkampfthema. Im März 2023 erklärte er, dass ein Gesetz zur Verschärfung der Unterdrückung von Homosexualität eines der ersten sein würde, das er als gewählter Präsident verabschieden werde. Er berief sich auf die Religion, aber auch auf seine „Sorge um die Bewahrung unserer Menschlichkeit“.

### Präsidentschaftswahl 2024
Nach den Parlamentswahlen 2022, bei denen seine Koalition die absolute Mehrheit an das Präsidentenlager verlor, kündigte Ousmane Sonko an, für die Präsidentschaftswahl 2024 kandidieren zu wollen.
Im Rahmen seiner Kampagne kritisierte Sonko die aktuellen Beziehungen zwischen Senegal und Frankreich und wünschte sich eine Beziehung, in welcher der Senegal seine wirtschaftliche Unabhängigkeit erlangen würde. Auch bekannte er sich zum Panafrikanismus.
Neben der Massagesalon-Affäre von 2021 wurde das Streben Sonkos nach der Präsidentschaftskandidatur von einem weiteren Gerichtsverfahren überschattet. Im November 2022 warf Ousmane Sonko dem Tourismusminister Mame Mbaye Niang vor, in einem Bericht der Inspection générale d'État, die dem Präsidenten jährlich über den Zustand der Verwaltung und der Rechnungsführung berichtet, wegen Unterschlagung im Rahmen des Prodac (Programme des domaines agricoles communautaires) genannt zu werden und bezichtigte ihn damit der Korruption. Der Minister reichte eine Klage wegen Verleumdung, öffentlicher Beleidigung, Urkundenfälschung und Verwendung von Urkundenfälschung ein. Die erste Termin fand am 16. Februar 2023 statt, wurde aber auf Ersuchen von Sonkos Anwälten vertagt auf den 16. März 2023. Die Polizei schoss vor dem Gerichtsgebäude mit Tränengasgranaten, um Sonko-Sympathisanten zurückzudrängen. Nach dem Gerichtstermin wollte die Polizei Sonko den Weg vorschreiben, den er nach Hause nehmen sollte, und ihn insbesondere durch einen Tunnel führen. Sonko weigerte sich und die Polizei schlug das Fenster seines Autos ein, um ihn herauszuholen und zu seinem Haus zurückzubringen. Nach Angaben des Sonko-Lagers wurde ihm außerdem verboten, sein Haus zu verlassen, um mit der Presse zu sprechen. Am 16. März wurde der Prozess erneut vertagt auf den 30. März 2023.
Der Prozess fand am 30. März statt, obwohl Sonkos französisch-spanisch-portugiesischer Anwalt Juan Branco am Vortag von den senegalesischen Behörden abgelehnt worden war. Am Tag des Prozesses wurden in der Stadt Dakar umfangreiche Sicherheitsvorkehrungen getroffen, um Demonstrationen zu verhindern. Ousmane Sonko wurde wegen Verleumdung zu einer zweimonatigen Haftstrafe auf Bewährung und 200 Millionen FCFA Schadenersatz verurteilt. Die Anwälte von Sonko und Mbaye Niang vertraten die Auffassung, dass Sonko nicht seiner bürgerlichen Rechte beraubt sei und für die Präsidentschaftswahl kandidieren könne. Die Berufungsverhandlung sollte am 17. April 2023 stattfinden, noch vor Ablauf der Berufungsfrist. Diese Eile wurde von Bassirou Diomaye Faye, dem Generalsekretär von Pastef, kritisiert. Nach diesen Äußerungen wurde er verhaftet und in Untersuchungshaft genommen wegen „Verbreitung falscher Nachrichten, Missachtung des Gerichts und Verleumdung einer Körperschaft“. Der auf den 8. Mai 2023 verschobene Prozess fand ohne Sonko statt und bestätigte die Verurteilung in erster Instanz, die Strafe wurde jedoch auf 6 Monate Haft auf Bewährung erhöht, was Sonko für die Präsidentschaftswahl unwählbar machen würde. Sonko legte daraufhin Kassationsbeschwerde beim Obersten Gerichtshof ein.
Am 10. Mai 2023 bekräftigte Ousmane Sonko seinen Wunsch, für die Präsidentschaftswahl 2024 zu kandidieren.
Im Oktober 2023 annullierte das Gericht Ziguinchor die Streichung von Ousmane Sonko aus den Wählerlisten, die mit seiner Verurteilung vom 1. Juni 2023 zu zwei Jahren Haft in dem Sittlichkeitsverfahren begründet worden war. Gegen diese Entscheidung legte die Staatsanwaltschaft Berufung beim Obersten Gerichtshof (Cour suprême) ein.
Während der Cour suprême das Oktober-Urteil Mitte November aufhob, bestätigte das Tribunal de grande instance de Dakar am 14. Dezember 2023 in einer kurzen Entscheidung, die den Anwälten vorgelesen wurde, dass die Streichung von Ousmane Sonko aus dem Wählerverzeichnis Form- und Verfahrensfehler aufweise. Deshalb sei er in das Wählerverzeichnis wieder einzutragen und in seine staatsbürgerlichen Rechte wiedereinzusetzen. Dies wiederum ist Voraussetzung, um gewählt zu werden und Präsidentschaftskandidat zu sein. Allerdings kündigten die Anwälte der staatlichen Behörden unmittelbar nach der Verhandlung an, dass sie das Urteil beim Obersten Gerichtshof (Cour suprême) anfechten wollen. Ferner kündigten sie an, dass Ousmane Sonko von den Wählerlisten gestrichen bleibe, bis der Fall endgültig entschieden sei, da die Entscheidung des Tribunal de grande instance de Dakar nicht vollstreckbar sei. Dies wiederum sehen die Anwälte Sonkos anders.
Am 15. März 2024 wurde Ousmane Sonko aufgrund einer Amnestie aus dem Gefängnis entlassen. Der neugewählte Staatspräsident Bassirou Diomaye Faye ernannte, kaum vereidigt, seinen Mentor, Freund und Parteikollegen Ousmane Sonko am 3. April 2024 zum Premierminister. Nachdem die Parlamentsmehrheit ein Misstrauensvotum gegen die Regierung Sonko angekündigt hatte, löste Präsident Faye am 12. September 2024 das Parlament auf und setzte Neuwahlen am 17. November 2024 an.